# Rhododendron beyerinckianum
Rhododendron beyerinckianum är en ljungväxtart som beskrevs av Koorders. Rhododendron beyerinckianum ingår i släktet rododendron, och familjen ljungväxter. Utöver nominatformen finns också underarten R. b. longipetiolatum.

## Bildgalleri

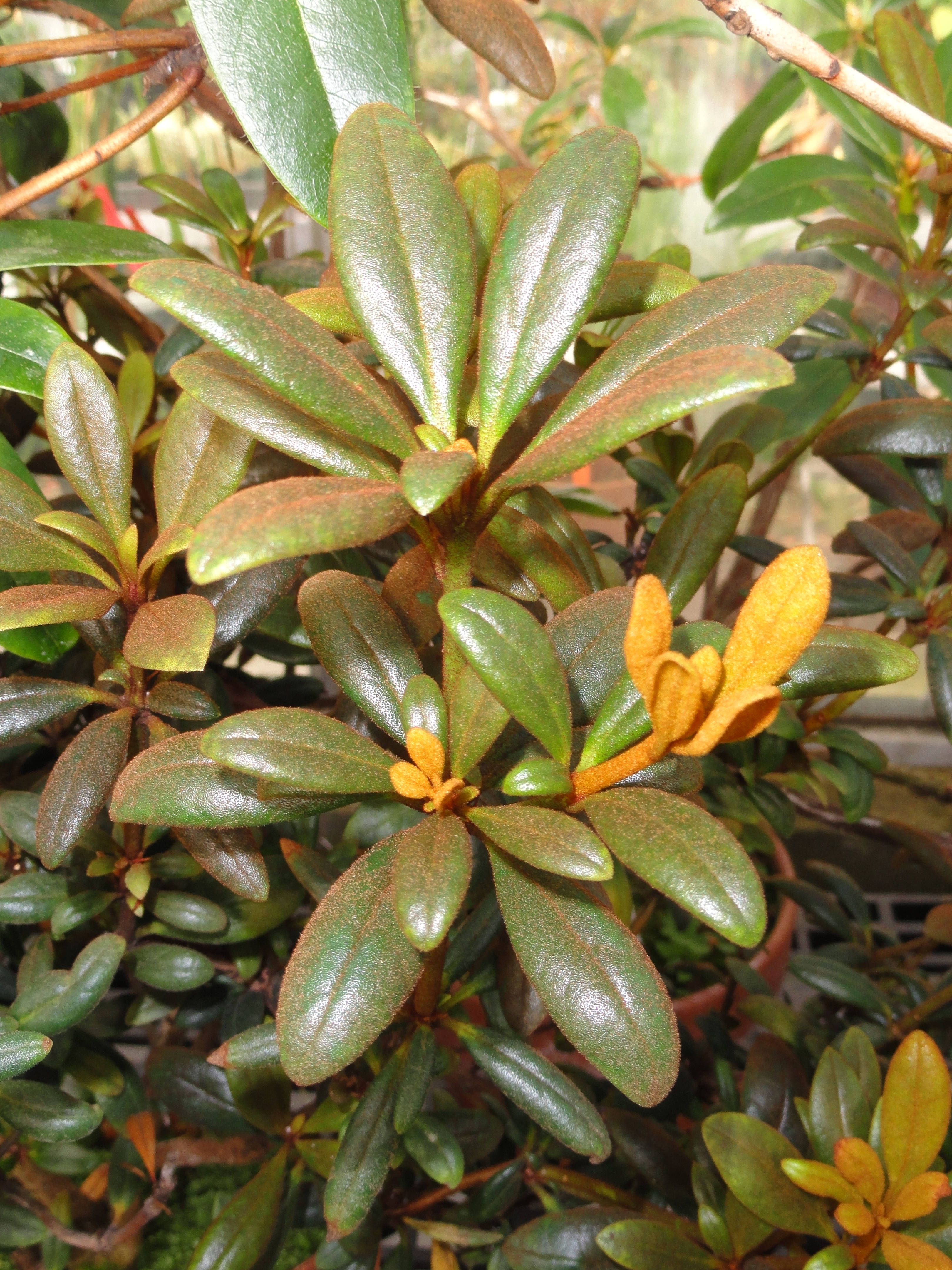